# Hey! Say!
Hey! Say! è un brano musicale della boy band giapponese Hey! Say! 7, gruppo che in seguito è confluito negli Hey! Say! JUMP. Il brano Hey! Say! è stato utilizzato come seconda sigla d'apertura dell'anime Lovely Complex, mentre il lato B del singolo, intitolato BON BON è la seconda sigla di chiusura dello stesso anime.
Il singolo è stato pubblicato in due edizioni: limitata e regolare. L'edizione limitata viene pubblicata con allegato un DVD contenente il video musicale di Hey Say ed il suo making of. Il singolo ha debuttato alla prima posizione della classifica Oricon dei singoli più venduti in Giappone, vendendo 120.520 nella prima settimana e 196.118 in totale.

## Tracce
Edizione regolare JACA-5069
1. Hey! Say!
2. BON BON
3. I wo Kure (Iをくれ)
4. Hey!Say! (Instrumental)
5. BON BON (Instrumental)
6. I wo Kure (Instrumental) (Iをくれ)

Edizione limitata JACA-5067
CD
1. Hey! Say!
2. BON BON
3. I wo Kure (Iをくれ)
4. Hey!Say! (Instrumental)
5. BON BON (Instrumental)
6. I wo Kure (Instrumental) (Iをくれ)

DVD
1. Hey! Say! (PV)
2. Making of

## Classifiche
| Classifica (2007) | Posizione più alta |
| ----------------- | ------------------ |
| Giappone (Oricon) | 1                  |